# بان هيد
بان هيد (بالإنجليزية: Pan Head)‏ هو موسيقي جامايكي، ولد في 1966، وتوفي في 1993.